# دریا گلی
دریا گلی (به انگلیسی: Darya Gali) یک منطقهٔ مسکونی در پاکستان است که در ناحیه راولپندی واقع شده‌است. دریا گلی ۱۱٬۴۱۴ نفر جمعیت دارد.